# Song Chaorui
Song Chaorui, née le 27 avril 1997, est une coureuse cycliste chinoise. Spécialisée dans les disciplines de vitesse sur piste, elle a notamment remporté une manche de Coupe du monde en 2018-2019 et un titre de championne d'Asie de vitesse par équipes en 2018.

## Palmarès

### Championnats du monde
- Apeldoorn 2018
  - 4e de la vitesse par équipes[2]
  - 19e du 500 mètres

### Coupe du monde
- 2018-2019
  - 1re de la vitesse par équipes à Cambridge (avec Bao Shanju)

### Championnats d'Asie
- Nilai 2018
  -  Championne d'Asie de vitesse par équipes (avec Zhong Tianshi et Guo Yufang)
  -  Médaillée de bronze du 500 mètres

### Championnats de Chine
- 2018
  -  Championne de Chine de vitesse individuelle
- 2019
  - 2e du keirin
  - 2e de la vitesse par équipes